# سکه‌هایی از بهشت
سکه‌هایی از بهشت (انگلیسی: Pennies from Heaven) فیلمی در ژانر موزیکال به کارگردانی هربرت راس است که در سال ۱۹۸۱ منتشر شد.

## بازیگران
- استیو مارتین
- برنادت پیترز
- کریستوفر واکن
- جسیکا هارپر
- جی گارنر
- جان مک‌مارتین
- ام.سی. گاینی
- نانسی پارسونز